# Terremoto de La Rioja de 1899
El terremoto de La Rioja de 1899 o terremoto de Jagüé fue un movimiento sísmico que ocurrió en la provincia de La Rioja, epicentro Jagüé, Argentina, el 12 de abril de 1899, a las 16.10 UTC-3.
El terremoto registró una magnitud de 6,4 en la escala de Richter. Su epicentro se localizó en el oeste de la provincia de La Rioja, aproximadamente a 28°39′S 68°24′O / -28.65, -68.40, y una profundidad de 30 km.
El terremoto fue sentido con un grado VIII en la escala de Mercalli. Causó gravísimos daños en la localidad de Jagüé y Vinchina; Produjo 11 muertos y decenas de heridos. Fue sentido en La Rioja, San Juan, Catamarca, Tucumán, Santiago del Estero y Córdoba.
La localidad de Jagüé se localiza a 28°38′00″S 68°24′00″O / -28.63333, -68.40000, con una altitud de 1854 m s. n. m. 